# Колібрі-зіркохвіст
Колі́брі-зіркохві́ст (Urosticte) — рід серпокрильцеподібних птахів родини колібрієвих (Trochilidae). Представники цього роду мешкають в Андах.

## Види
Виділяють два види:
- Колібрі-зіркохвіст фіолетововолий (Urosticte benjamini)
- Колібрі-зіркохвіст зелений (Urosticte ruficrissa)

## Етимологія
Наукова назва роду Urosticte походить від сполучення слів дав.-гр. ουρα — хвіст і στικτος — цяткований.